# How Long (canción de Tove Lo)
«How Long» es una canción de la artista sueca Tove Lo, coescrita junto a Sibel Redzep, y que forma parte de su quinto disco de estudio Dirt Femme. Fue lanzada por Interscope Records el 26 de enero de 2022. La canción fue cedida a la serie original de HBO Euphoria para la banda sonora de su segunda temporada, donde aparecía en su cuarto episodio, "You Who Cannot See, Think of Those Who Can".

## Antecedentes y lanzamiento
En 2019, Tove Lo presagió su aparición en el universo Euphoria durante un juego que formaba parte de una entrevista con The Fader. Cuando le preguntaron si preferiría crear un programa de televisión para su personaje Sunshine Kitty o escribir una banda sonora, su elección fue la segunda:

Creo que haría música para la banda sonora, porque hacer música es lo que más me gusta [...] Creo que algo en el mundo de Euphoria mezclado con Supersalidos.

El 22 de enero de 2022, Lo se burló del título de la canción con publicaciones en su cuenta de TikTok e Instagram. How Long se anunció el 24 de enero, cuando Lo publicó el enlace de pregrabación en Instagram y Twitter junto con un vídeo en el que revelaba la portada del single y su fecha de lanzamiento, el 26 de enero de 2022.

## Composición
Fue escrita por Lo, junto con Sibel Redzep (responsable de coescribir Blow That Smoke) y sus productores Ludvig Söderberg (quien ha trabajado con Lo en varios de sus proyectos) y Tim Nelson (de Karma Fields). El mismo reveló que la canción no fue escrita específicamente para Euphoria, sin embargo al equipo de la serie le gustó y quisieron usarla más adelante en la serie.
Musicalmente, How Long ahonda en la fealdad de la angustia con un propulsivo ritmo nu-disco y electropop, donde los sintetizadores serpentean alrededor de la pista, que se construye a partir de un verso frío y distante a un estribillo cauteloso y apasionado. En su letra, la cantante detalla su lucha por superar a un ex amante.
Lo explicó el origen de la canción en un comunicado. How Long trata sobre el amor, la traición y la negación. Fue una de las pocas canciones que se unieron para mí durante la cuarentena, y me parece tan hermosa en toda su oscuridad", dijo. "Me siento muy honrada de formar parte de Euphoria, un espectáculo que me gusta tanto por su crudeza y su narrativa provocativa".

## Videoclip
El 26 de enero de 2022, junto con el lanzamiento del single, se estrenó un lyric video de How Long dirigido por Zack Sekuler y Anythingshop. El vídeo musical, publicado el 10 de febrero y dirigido por Kenten, muestra a la cantante con un brillante vestido dorado y botas, capturando la esencia del glamour vintage de Hollywood, mientras se mueve robóticamente mientras le caen lágrimas por la cara. El 12 de abril, publicó en sus redes sociales un vídeo en formato vertical de una versión acústica de la canción, grabada directamente desde su casa.

## Posición en listas
| Listas (2022)                       | Posición más alta |
| ----------------------------------- | ----------------- |
| Bulgaria (IFPI)                     | 1                 |
| Finlandia (Suomen virallinen lista) | 16                |
| Polonia (ZPAV)                      | 3                 |
| República Checa (Rádio – Top 100)   | 23                |
| Rusia (Tophit)                      | 2                 |
| Suecia (Sverigetopplistan)          | 92                |
| Ucrania (Tophit)                    | 2                 |